# Tetrapus
Tetrapus (лат.) — род хальциноидных наездников, единственный в составе подсемейства Tetrapusinae Rasplus & van Noort, 2010 из семейства Agaonidae (Chalcidoidea) подотряда стебельчатобрюхие перепончатокрылые насекомые. Обитают в Центральной и Южной Америке. Имеют облигатный мутуализм с видами растений рода фикус (Ficus), которые они опыляют.

## Распространение
Бразилия, Венесуэла, Коста-Рика, Мексика, Панама, Сент-Винсент, Эквадор.

## Описание
Мелкие наездники. Tetrapus обладают облигатным мутуализмом с видами рода фикус, которые они опыляют. Tetrapus опыляет фиги из подрода Pharmacosycea (Ficus, семейство Тутовые, Moraceae).
Tetrapusinae однозначно характеризуется несколькими синапоморфиями: 1 — максилла увеличена, четко разделена на галею и стипес и несет сегментированный пальпус (бациллиформный отросток); 2 — лабиум несет две пальпы; 3 — скапус самки удлинен и напоминает плезиоморфное состояние у Chalcidoidea; 4 — первый членик жгутика усика несет многопоровую пластинчатую сенсиллу; 5 — первый членик жгутик а(fl1) антенны не несет шиповидного расширения, сегмент максимально удлинен и несет длинную терминальную сету у некоторых ископаемых Tetrapus; 6 — первый тарзальный сегмент передней ноги несет шипы (этот признак разделяют некоторые виды Pleistodontes); 7 — передняя голень самца несет ряд зубцов; 8 — Простернум самца несет две зацепки, которые поддерживают удлиненную метасому.

## Классификация
Известно около 10 видов. Tetrapus является единственным родом подсемейства Tetrapusiinae и базальной кладой среди ос, опыляющих инжир. Возраст рода оценивается в 87,5 миллионов лет на основании анализа нуклеотидных последовательностей цитохромоксидазы, а возраст окаменелости из Флориссанта (штат Колорадо, США) — более 34,5 миллионов лет.
- Tetrapus americanus Mayr, 1885
- Tetrapus antillarum Ashmead, 1900
- †Tetrapus apopnus Peñalver and Engel 2006 — доминиканский янтарь[7]
- Tetrapus costaricanus Grandi, 1925[8]
- †Tetrapus delclosi Peñalver and Engel 2006[7]
- Tetrapus ecuadoranus Grandi, 1934[9]
- †Tetrapus mayri Brues, 1910
- Tetrapus mexicanus Grandi, 1952[10]